# Bookends
Bookends é o álbum e da música de Simon and Garfunkel, lançado no dia 3 de Abril de 1968. O álbum foi produzido por Paul Simon, Roy Halee e Art Garfunkel. O Álbum, Bookends, chegou ao número 1 das paradas de sucesso da revista Billboard nos EUA, assim como no Reino Unido. Ao todo, quatro músicas chegaram nas paradas, sendo que Mrs. Robinson alcançou a posição de número 1.
| Críticas profissionais                                                      | Críticas profissionais |
| Avaliações da crítica                                                       | Avaliações da crítica  |
| Fonte                                                                       | Avaliação              |
| --------------------------------------------------------------------------- | ---------------------- |
| Allmusic                                                                    | [ 2 ]                  |
| Blender                                                                     | [ 3 ]                  |
| Rolling Stone                                                               | (sem avaliação)        |
| Esta tabela precisa de ser acompanhada por texto em prosa. Consulte o guia. |                        |

## Os lançamentos
- LP:  Columbia KCL-2729 (mono) e KCS 9529 (estéreo). Este foi o último vinil da dupla a ser lançado em mono estéreo. A versão mono é um item de colecionador.
- CD: Columbia CK 09529;
- Remastered CD:Columbia 66003

## Faixas
Todas as canções escritas por Paul Simon, exceto*,  escrita por Paul Simon e Art Garfunkel:
1. "Bookends Theme" (Instrumental) – 0:32
2. "Save the Life of My Child" – 2:49
3. "America" – 3:34
4. "Overs" – 2:14
5. "Voices of Old People" * - 2:09
6. "Old Friends" – 2:36
7. "Bookends" – 1:16
8. "Fakin' It" – 3:14
9. "Punky's Dilemma" – 2:10
10. "Mrs. Robinson" – 4:02
11. "Hazy Shade of Winter" – 2:17
12. "At the Zoo" – 2:11

### Bonus
- "You Don't Know Where Your Interest Lies" – 2:19
- "Old Friends" (Demo)

## Lista do Pessoal
- Art Garfunkel	 - Vocal, Produtor
- Paul Simon	 - Guitarra, Vocal, Produtor
- Hal Blaine - Bateria, Percussão
- Joe Osborne     - Baixo
- Larry Knechtel - Piano, teclados
- John Simon	 - 	Assistente a produção
- Roy Halee	 - 	Produtor, Engenheiro
- Jimmie Haskell	 - 	Arranjador; Preparação de arranjos
- Bob Johnston	 - Assistente a produção
- Jim Marshall	 - Fotografias